# Inmortal de Steinitz
La Inmortal de Steinitz fue una partida de ajedrez jugada entre el ex campeón del mundo Wilhelm Steinitz (blancas) y Curt von Bardeleben (negras) en el Torneo de Hastings (Inglaterra) de 1895. Es famosa por la sorprendente combinación con la que concluye a favor de Steinitz, mientras las negras amenazan el mate del pasillo y las piezas blancas están amenazadas.

## Desarrollo de la partida
A continuación se describe la partida en notación algebraica.
|       |       |       |       |       |       |       |       |       |  |
|       | a8 rd | b8    | c8    | d8    | e8 kd | f8    | g8    | h8 rd |  |
| a7 pd | b7 pd | c7    | d7 qd | e7 nd | f7    | g7 pd | h7 pd |       |  |
| a6    | b6    | c6 pd | d6    | e6    | f6 pd | g6    | h6    |       |  |
| a5    | b5    | c5    | d5 pl | e5    | f5    | g5    | h5    |       |  |
| a4    | b4    | c4    | d4    | e4    | f4    | g4    | h4    |       |  |
| a3    | b3    | c3    | d3    | e3    | f3 nl | g3    | h3    |       |  |
| a2 pl | b2 pl | c2    | d2    | e2 ql | f2 pl | g2 pl | h2 pl |       |  |
| a1    | b1    | c1 rl | d1    | e1 rl | f1    | g1 kl | h1    |       |  |
|       |       |       |       |       |       |       |       |       |  |

1. e4 e5 2. Cf3 Cc6 3.Ac4 Ac5 4.c3 Cf6 5.d4 exd4 6.cxd4
Las blancas plantean el Gambito del Greco dentro de la Apertura Italiana.
6...Ab4+ 7.Cc3 d5?!
Hoy es más común continuar con 7...Cxe4, aceptando el gambito.
8.exd5 Cxd5 9.O-O Ae6 10.Ag5 Ae7 11.Axd5 Axd5 12.Cxd5 Dxd5 13.Axe7 Cxe7 14.Te1 f6 15.De2 Dd7 16.Tac1 c6?! 17.d5! (diagrama)
Las blancas sacrifican un peón a cambio de liberar la casilla d4 para el caballo. Una posible mejora para las negras es 16...Rf7!, desclavando el caballo y alejando el rey del centro. Aunque entonces las blancas pueden probar varios sacrificios, parece que las negras tienen defensa.
17...cxd5 18.Cd4 Rf7 19.Ce6 Thc8 20.Dg4 g6 21.Cg5+ Re8 (diagrama)
Única para no perder la dama.
|       |       |       |       |       |       |       |       |    |  |
|       | a8 rd | b8    | c8 rd | d8    | e8 kd | f8    | g8    | h8 |  |
| a7 pd | b7 pd | c7    | d7 qd | e7 nd | f7    | g7    | h7 pd |    |  |
| a6    | b6    | c6    | d6    | e6    | f6 pd | g6 pd | h6    |    |  |
| a5    | b5    | c5    | d5 pd | e5    | f5    | g5 nl | h5    |    |  |
| a4    | b4    | c4    | d4    | e4    | f4    | g4 ql | h4    |    |  |
| a3    | b3    | c3    | d3    | e3    | f3    | g3    | h3    |    |  |
| a2 pl | b2 pl | c2    | d2    | e2    | f2 pl | g2 pl | h2 pl |    |  |
| a1    | b1    | c1 rl | d1    | e1 rl | f1    | g1 kl | h1    |    |  |
|       |       |       |       |       |       |       |       |    |  |

22.Txe7+!! Rf8!?
Ó bien 22..Dxe7 23.Txc8+ ganando pieza, ó 22...Rxe7 23. Te1+ Rd6 24.Db4+ Tc5 (24...Rc7 25.Ce6+ Rb8 26.Df4+ ganando) 25.Te6+.
Las negras aprovechan el recurso de la octava fila que impide que las blancas capturen la dama negra. Steinitz encuentra la mejor continuación, ofreciendo de nuevo la torre:
23.Tf7+! Rg8 24.Tg7+! Rh8
Si 24...Rf8, 25.Cxh7+ seguido de Dxd7+ gana.
25.Txh7+ 1-0
Las negras abandonaron la sala de juego en vista de la derrota inminente. El mate solo se puede evitar con pérdidas grandes de material: por ejemplo, 25...Rg8 26.Tg7+ Rh8 27.Dh4+ Rxg7 28.Dh7+ Rf8 29.Dh8+ Re7 30.Dg7+ Re8 31.Dg8+ Re7 32.Df7+ Rd8 33.Df8+ De8 34.Cf7+ Rd7 35.Dd6#.